# Olympiacos BC
O Olympiacos Piraeus BC, ou simplesmente Olympiacos é um clube profissional de Basquete que faz parte do clube multi esportivo Olympiacos S.F. Pireu. Está sediado em Pireu na Grécia e disputa suas partidas no Ginásio Paz e Amizade. O clube de basquete foi fundado em 1931 e já conquistou 15 Ligas Gregas, 12 Copas da Grécia, 3 Euroligas e 1 Campeonato Mundial.
Jogadores consagrados já passaram pelo Olympiakos como: os estadunidenses Eddie Johnson (jogou 17 temporadas na NBA defendendo várias equipes) e Roy Tarpley, os gregos Panagiotis Fassaulas e Vassilis Spanoulis que hoje é um dos grandes nomes da equipe.

## Títulos

### Nacionais
- Liga Grega (15) : 1949, 1960, 1976, 1978, 1993, 1994, 1995, 1996, 1997, 2012, 2015, 2016, 2022, 2023, 2025
- Copa da Grécia (12) :1976, 1977, 1978, 1989, 1994, 1997, 2002, 2010, 2011, 2022, 2023, 2024
- Supercopa da Grécia (3) :2022, 2023, 2024

### Europeus
- Euroliga (3) : 1997, 2012, 2013

### Mundial
- Mundial Interclubes (1) :  2013